# Antonio Gutiérrez de León
Antonio Gutiérrez de León y Martínez, (Málaga, 1831 - Málaga, 1896) fue un escultor español del siglo XIX, de la saga malagueña de escultores Gutiérrez de León, nieto de Salvador G. de León. Fue hermano de la Archicofradía de la Sangre (Málaga).
Encarna al escultor académico y titular de la enseñanza artística, sirviéndose de diferentes lenguajes estéticos: clasicismo, romanticismo e historicismo. De su producción destaca la revitalización y renovación del lenguaje de Pedro de Mena.
Algunas de sus obras son:
- La Virgen de la Amargura (Zamarrilla), de Málaga (de forma casi segura).
- Las tallas de Nuestra Señora y Madre del Socorro (1858), que todavía hoy procesiona,[2] además del San Juan (1880) y María Magdalena (1879) que figuraban a los pies del Cristo de la Sangre, de la Archicofradía de la Sangre, de Málaga.[3]
- La Virgen del Rosario en sus Misterios Dolorosos, de la Hermandad de la Sentencia, de Málaga.[4]
- La Virgen de la Soledad de la Cofradía de la Pasión, de Fuengirola[5] (esta dolorosa, como la anterior, también pudo haberla realizado su abuelo, Salvador Gutiérrez de León)[5]
- Una de las anteriores tallas de la Virgen de la Soledad de San Pablo (1867), de la Hermandad del Santo Traslado, de Málaga (actualmente en la Casa Hermandad de la corporación).

La Virgen de la Amargura de la Parroquia de San Francisco de Asís, de Tarifa, es muy probable que la tallara su bisabuelo, también llamado Antonio Gutiérrez de León.